# Robert Snodgrass
Robert Snodgrass, född 7 september 1987 i Glasgow, är en skotsk professionell fotbollsspelare (yttermittfältare) som spelar för Heart of Midlothian.

## Klubbkarriär
Snodgrass inledde sin karriär i Livingston och köptes av Leeds United inför säsongen 2008/2009 och debuterade för klubben mot Scunthorpe i augusti 2008. Han var lagkapten i Leeds och spelade totalt 191 matcher och gjorde 42 mål, varav 168 ligamatcher och 35 ligamål för klubben innan han köptes av Norwich inför säsongen 2012/2013.. 
Snodgrass blev utsedd till Årets spelare i Leeds säsongen 2011/2012.
Den 27 januari 2017 värvades Snodgrass av West Ham United, där han skrev på ett 3,5-årskontrakt. Den 25 augusti 2017 lånades Snodgrass ut till Aston Villa över säsongen 2017/2018. Den 8 januari 2021 värvades Snodgrass av West Bromwich Albion, där han skrev på ett 1,5-årskontrakt.
Den 25 februari 2022 värvades Snodgrass av Luton Town, där han skrev på ett halvårskontrakt. Den 6 september 2022 återvände Snodgrass till Skottland och skrev på ett ettårskontrakt med Heart of Midlothian.

## Landslagskarriär
Snodgrass spelar för skotska landslaget och har även representerat landet på ungdomsnivå.